# Gravediggaz
Gravediggaz fue un grupo estadounidense de hip hop de Nueva York. El grupo se formó en 1994 reuniendo a Prince Paul (The Undertaker), Frukwan (The Gatekeeper), Too Poetic (The Grym Reaper) y RZA (The Rzarector). Gravediggaz son ampliamente reconocidos como uno de los grupos más influyentes de su época y son considerados pioneros en el subgénero de hip-hop, horrorcore.

## Significado del nombre del grupo
Según Frukwan, el nombre del grupo significa "Cavar las tumbas de los mentalmente muertos, y resucitar a aquellos muertos de su estado de inconsciencia e ignorancia."

## Biografía
En referencia al inicio de RZA con el grupo que menciona:
"Cuando llegó el momento de Gravediggaz, Prince Paul estaba pensando en hacer un grupo juntos. Quería conseguir algunos buenos MCs. Poetic era otro MC más subestimado en Long Island. Había uno solo de Tommy Boy que... No, no despegó, pero era un "dope MC". Reaper Grym, ya sabes, ya había lanzado "Dope lyrics" con Frukwan, uno de los letristas superior fuera de Stetsasonic. Él y Pablo eran amigos ya. Él le habló de mí. Él dijo: "Sé que este tipo es super-droga". Al mismo tiempo, yo también estuve tratando de hacer Wu-Tang. yo estaba tratando de iniciar mi propia empresa y esas cosas, así que cuando Pablo me llamó y me invitó a su cuna en Long Island y me dijo su idea de formar este grupo, pensé que sería un honor estar en un grupo con él,  pero yo le dije: "Yo también estoy produciendo a un grupo, y, también estoy construyendo una familia. "Él dijo, " Yo!, eso es una locura. ". ODB llegó a su casa un montón de veces conmigo. Meth, también. Todos solo queríamos ir allí y tratar de encontrar maneras de salir de las calles. Yo, yo estaba tratando de salir del gueto. Pablo tenía mucho respeto por mí, así que me ayudó a salir de ella. Creo que le gustaba que yo fuera tan oscuro, pero yo no sabía que yo estaba a oscuras."
El primer álbum del grupo fue originalmente titulado "Niggamortis", sin embargo, el título potencialmente se cambió a 6 Feet Deep para el mercado americano (versiones europeas del álbum conservaron el título original, y también se incluía el bonus track "Pass the shovel"). La fecha de lanzamiento oficial fue el 9 de agosto de 1994, "6 Feet Deep" fue una mezcla de humor negro, que recuerda la violencia de dibujos animados de la Geto Boys, las referencias esotéricas a la Nación de dioses y de tierras, y algunas de los más oscuras producciones de Pablo. Los cuatro miembros adoptaron alter egos para su trabajo con el grupo: The Gatekeeper, The Grym Reaper, The Rzarector, y The Undertaker. Los tres miembros del grupo (sin Prince Pablo) publicaron un EP colaborativo titulado "The Hell EP", con el artista de Trip Hop del Reino Unido  Tricky  en 1995. 
El segundo álbum de larga duración de Gravediggaz, The Pick, The Shovel and The Shickle,  el grupo fue menos humorístico, y en el álbum, se tratan más con los problemas sociales y políticos de 6 Feet Deep, y se utiliza un sonido "más tranquilo" y más convencional en la producción. Prince Paul jugó un papel considerablemente más pequeños en la realización de este álbum, con muchos de los derechos de producción ahora a cargo de RZA y sus asociados de Wu-Tang (incluyendo, True Master y 4th Disciple). 
En 1998, un disco pirata llamado Gravediggaz: Surfaced Scenes From El Cementerio, ofreció 7 temas inéditos además de remixes de algunos de los dos primeros álbumes. 
Gravediggaz contrataron a Diamond J alrededor de la vuelta del milenio. Poetic finalmente sucumbió al cáncer del colon en julio de 2001. Frukwan declaró en una entrevista poco después de la muerte de Poetic que un nuevo álbum con restos de material del integrante sería puesto en libertad. [6] El álbum Nightmare in A-Minor, el tercer álbum oficial del grupo, fue lanzado de forma independiente en 2001 y solo contó con dos de los miembros originales, Poetic y Frukwan. Este álbum todavía más oscuro que los anteriores proyectos, incluyendo muchas referencias a la lucha poética con el cáncer de colon con un enfoque en los temas más apocalíptico de las enseñanzas de la Nación del cinco por ciento. Aunque RZA no participó en la grabación del álbum, algunos afiliados a Wu-Tang Clan como 4th Disciple, True Master y Beretta 9 estuvieron involucrados. El álbum fue producido en su mayoría por Poetic y Frukwan. Una versión ligeramente diferente del álbum (excluyendo la canción "Better Wake Up") fue lanzado a la aclamación de la crítica en 2002. 
En 2003 lanzó Frukwan como solista su álbum debut, Life. El cuarto álbum de Gravediggaz, 6 Feet Under fue lanzado en 2004 y contó con canciones de Nightmare in A-Minor y Life.

## Estilo
Aunque el estilo del grupo se le califica como hip hop, gran parte de su estilo parecía tener una gran tendencia del pequeño subgénero horrorcore, en donde aplicaban una gran cantidad de humor negro en sus letras, además de parodias del cine de horror. Además de ésta tuvieron otras influencias, como el East Coast rap (rap de la Costa Este), y el hardcore rap. Durante el álbum: The Pick, the Sickle and the Shovel se aplicó el political rap y el Conscious hip hop, en donde sus letras hablaban de temas políticos y sociales.
Entre las principales influencias del grupo se pueden nombrar a: Geto Boys, N.W.A., y Black Sabbath.

## Discografía
Álbumes
- 6 Feet Deep (1994)
- The Pick, the Sickle and the Shovel (1997)
- Nightmare in A-Minor (2002)
- 6 Feet Under (2004)

Sencillos / EP
- "Diary Of A Madman" (1994)
- "Nowhere To Run, Nowhere To Hide" (1994)
- "1-800 Suicide" (1994)
- "Six Feet Deep EP" (1995)
- "Double Suicide Pack" (1995)
- "Mommy, What's A Gravedigga?" (1995)
- "The Hell E.P." (Tricky vs The Gravediggaz) (1995)
- "Unexplained" (1997)
- "The Night The Earth Cried" (1997)
- "Dangerous Mindz" (1997)
- "Rest in Da East / Nightmare in A Minor" (2001)